# Чикаго Триб'юн
Chicago Tribune («Чикаго Триб'юн») — найпопулярніша газета Чикаго та американського Середнього Заходу. Попри прийнятий в 1920-ті роки девіз «найбільша газета світу», Chicago Tribune залишається значною мірою регіональним виданням.
Газета була заснована в 1847 році та через 8 років мало не збанкрутувала, після чого її викупив підприємець-канадець Джозеф Меділл. В кінці 1850-х стала одним з рупорів аболіціонізму. Меділл залишався видавцем газети до 1899 року і отримав такий авторитет, що зміг балотуватися на посаду мера Чикаго.
У 1914 р. володіння газетою перейшло до полковника Роберта Маккормік. Маккормік вимагав ізоляції США від зовнішнього світу в роки світових війн і жорстко критикував адміністрацію Рузвельта.
Нині видання є ядром медіа-конгломерату Tribune Company і розходиться щоденним накладом в 542 тисячі примірників.

## Історія
Перший номер газети вийшов 18 червня 1847 року. Газета була заснована Джеймсом Келлі, Джон Е. Уілер і Джозеф KC Форрест, та проіснувала 8 років, потім була вимушена оголосити себе банкрутом.Тоді збанкрутіле видання викупив американський медіамагнат, видавець та політик Джозеф Меділл. Під його керівництвом газета стає найпопулярнішою газетою міста. Сам Меділл до своєї смерті залишався головним редактором Чиказького видання (за виключенням років з 1864 до 1873, тоді цю посаду обіймав Хорас Уайт). 
У 1850-х роках на сторінках газети стали активно друкуватись матеріали, які закликали скасувати рабство. І це не дивно, адже Джозеф Міделл прославився, як активний борець за скасування рабства. Між 1858 і 1860, газета була відома як Chicago Press & Tribune. 25 жовтня 1860, вона стала Чикаго Дейлі Трибюн. До і під час американської громадянської війни, нові редактори виступали за скасування смертної кари і рішуче підтримували Авраама Лінкольна.
У 1899 році Дзозеф Міделл помер, з того часу розпочались деякі зміни у політиці видання. Під керівництвом Роберта МакКормі газета стає сильно ізоляціоністською. Коли МакКормі у 1910 році став со-редактором видання (зі своїм двоюрідним братом Джозефом Меділлом Патерс), Чикаго Триб'юн була третьою найкупованішою газетою міста, серед восьми щоденних видань, які існували на той час. Її тираж сягав 188 000 екземплярів. Молоді кузени дещо змінили наповнення видання. Тепер тут з'явились колонки порад і такі комікси, як сирітка Енні та Місяць Мулінс. 
Перший успіх братів розпочався з повалення республіканського політичного боса Іллінойсу, сенатора Вільяма Улінера. В той же час Чикаго Триб'юн змагається з газетою Hearst за читача. У 1914 році брати змогли витіснити головного редактора видання, Вільяма Кілі. У 1919 році Петерсон переїздить до Нью-Йорка, де відкриває власне видання New York Daily News. У цей час МакКормі виграв боротьбу за читача, долучивши 250 000 читачів до своїх рядів. Крім того, в 1922 році, Chicago Tribune провів міжнародний конкурс дизайну для своєї нової штаб-квартири, в Tribune Tower. Конкурс працював блискуче, як рекламний трюк, і були отримані більш ніж 260 робіт. Переможцем стала робота нью-йоркських архітекторів Джон Мід Ховеллс і Раймонд Гуд у неоготичному стилі. 
Газета допустила велику помилку під час президентських виборів у 1948 році. Видання передбачало, що кандидат Томас Дьюї переможе на виборах. Газета виходить із заголовком "Дьюї переміг Трумана", та у цей же день з'ясувалось, що президентом став Гаррі Труман. Хоча під командуванням полковника Маккормік, Чикаго Трібюн відмовився від участі в конкурсі Пулітцерівської премії, він виграв 25 нагород протягом багатьох років. У 1969 році під керівництвом видавця Гарольда Грумхаус та редактора Клейтон Кіркпатрік видання дещо змінило свою політику. Хоча на той час газета зберігала прихильність до республіканських і консервативних партій, та вона не робила значного ухилу на користь цих партій.
1948 р. Президентські вибори в США
Ця газета добре відома помилкою, зробленою під час президентських виборів 1948 року. У той час більша частина редагувального персоналу страйкувала. Перші повернення газет призвели до того, що редактори повірили (разом з багатьма в країні), що кандидат від республіканців Томас Дьюї виграє. Раннє видання другого дня газети містило заголовок «Дьюї переможе Трумена», перетворюючи статтю на предмет колекцій. Демократ Гаррі С. Трумен, здобувши перемогу, гордо показував газету на відомій фотографії, знятій на станції Сент-Луїсо. Під заголовком була фальшива стаття, написана Артуром Сірсом Хеннінгом, яка мала показати результати голосування Західного узбережжя, але стаття була написана до того, як були відомі результати виборів на східному узбережжі.

## Редакційна політика
У 2004 році Tribune підтримала президента Джорджа Буша на переобрання. У 2008 році газета схвалила кандидата від Демократичної партії Іллінойс, молодшого сенатора США Барака Обаму. Tribune підтримував Обаму знову на переобрання в 2012 році. Раніше Tribune підтримувала незалежних кандидатів. Протягом багатьох років Tribune схвалила демократів за менші офіси, в тому числі останні схвалення Білла Фостера, Барак Обама в Сенат. Хоча Tribune підтримала Джордж Райан в 1998 в Іллінойських губернаторських перегонах, газета згодом надрукувала розслідування і повідомила про скандали навколо Райана під час його перебування на посаді держсекретаря. Райан відмовився балотуватися на виборах у 2002 році та згодом був звинувачений, засуджений і поміщений у в'язницю внаслідок скандалу.

## Ціни
$ 1.50 щоденна, $ 2,99 / $ 2,50 неділі / День Подяки. Tribune в будні дні коштував $ 1 до 2014 року, згодом ціна зросла до $ 1,50.